# Anarta mendica
Anarta mendica là một loài bướm đêm thuộc họ Noctuidae. Nó được tìm thấy ở Thổ Nhĩ Kỳ, Armenia, Azerbaijan, Israel và Liban.
Con trưởng thành bay từ tháng 4 đến tháng 6. Có một lứa một năm.

## Phụ loài
- Anarta mendica mendica
- Anarta mendica mendosa